# 和田堀町
和田堀町（わだほりまち）は、東京府豊多摩郡に属していた町。

## 地理
- 河川:旧神田上水（現在の神田川）、善福寺川
- 施設:荒玉水道、中野プール

## 歴史
- 1889年（明治22年）5月1日 - 町村制施行により、和田村、堀ノ内村、和泉村および永福寺村が合併し、東多摩郡和田堀内村（わだほりのうちむら）が発足する。
- 1896年（明治29年）4月1日 - 東多摩郡および南豊島郡が合併し豊多摩郡となる。
- 1926年（大正15年）7月1日 - 町制施行・改称し和田堀町となる。
- 1932年（昭和7年）10月1日 - 杉並町、井荻町および高井戸町とともに東京市へ編入され、杉並区が発足する[1]。

## 交通

### 道路
- 甲州街道（国道8号） - 現在の国道20号
- 方南通り - 現在の東京都道14号新宿国立線
- 井の頭街道 - 現在の東京都道413号赤坂杉並線

## 教育
- 明治大学和泉綜合グラウンド（1930年開設、現在の和泉キャンパス）
- 高千穂高等商業学校
- 日本済美学校
- 和田堀農商公民学校
- 和田堀町青年訓練所
- 和泉尋常小学校
- 大宮尋常高等小学校
  - 和田分教場
  - 堀ノ内分教場

## 関連書籍
- 東京市臨時市域擴張部 『豊多摩郡和田堀町現状調査』 1931年